# Alana Paon
Alana Paon est une consultante en affaires et femme politique néo-écossaise (canadienne).
Lors des élections générales néo-écossaises de 2017, elle est élue députée de la circonscription de Cape-Breton-Richmond à l'Assemblée législative de la Nouvelle-Écosse sous la bannière du Parti progressiste-conservateur de la Nouvelle-Écosse. En juin 2019, elle est expulsée du caucus progressiste-conservateur et siège alors comme indépendante jusqu'aux élections de 2021 où elle est battue.

## Biographie
Originaire de l'Isle Madame, dans le comté de Richmond, Alana Paon a des racines autochtones et acadiennes. Elle étudie à l'Université Dalhousie, à l'Université Saint Mary's et au Collège Henson.
Alana Paon travaille dans le secteur de la jeunesse, est consultante en affaires et propriétaire d'un élevage de moutons.
Aux élections néo-écossaises de 2017, elle est la candidate du Parti progressiste-conservateur dans la circonscription de Cape-Breton-Richmond et elle est élue à l'Assemblée législative de la Nouvelle-Écosse en défaisant de justesse le ministre sortant des Affaires acadiennes et de la francophonie, Michel Samson.
Le 24 juin 2019, elle est expulsée du caucus progressiste-conservateur et elle siège comme indépendante jusqu'aux élections de 2021, où elle est défaite par le progressiste-conservateur Trevor Boudreau (en).